# 田维扬
田维扬（1906年11月—1977年6月11日），原名田文扬。中国人民解放军中将，1955年获二级八一勋章、一级独立自由勋章、一级解放勋章。